# Bel Air (álbum)
| Críticas profissionais | Críticas profissionais |
| Avaliações da crítica  | Avaliações da crítica  |
| Fonte                  | Avaliação              |
| ---------------------- | ---------------------- |
| allmusic               | [ 1 ]                  |

Bel Air é o quarto álbum de estúdio da banda Guano Apes, lançado a 1 de abril de 2011.
O álbum estreou no nº 1 da parada alemã Media Control.

## Faixas
1. "Sunday Lover" — 3:58
2. "Oh What a Night" — 3:12
3. "When the Ships Arrive" — 4:05
4. "This Time" — 3:51
5. "She's a Killer" — 3:15
6. "Tiger" — 2:33
7. "Fanman" — 3:51
8. "All I Wanna Do" — 3:05
9. "Fire in Your Eyes" — 4:38
10. "Trust" — 7:06
  - "Running out the Darkness" (faixa escondida)

## Desempenho nas paradas musicais
| Parada musical (2011)    | Posição |
| ------------------------ | ------- |
| Alemanha - Media Control | 1       |